# Marko Divković (novinar)
Marko Divković, dugogodišnji je tuzlanski novinar. Početkom lipnja izglasovan je za novog predsjednika Udruženja/udruge BH novinari (BHN). Novinar je Televizije BiH (BHT1). Bio je dopisnik iz Tuzle Radija Slobodna Europa preko 12 godina, uključujući ratne godine u BiH 1990-ih. Vodio i dnevnik Radija SE.  Bio je ratni izvjestitelj. Izvješćivao je s lica mjesta o događaju poznatom kao Tuzlanska kolona, svjedočio je tragediji na tuzlanskoj Kapiji, nesrećama na borbenoj crti. Nije dopustio da mu se nametne cenzura.